# Viminacium
Viminacij  (latinsko Viminacivm ali Viminativm) je bil glavno mesto (upravno središče) rimske province Mezije in vojaški tabor. Leta 2018 je bilo raziskano samo 3-4% najdišča.
Najdišče se nahaja 12 km od sodobnega mesta Kostolac v vzhodni Srbiji. Mesto, ustanovljeno v 1. stoletju,  naj bi na svojem višku imelo 40.000 prebivalcev, kar ga uvršča med največja mesta na Balkanu tistega časa. Leži ob rimski cesti Via Militaris. Viminacij so v 5. stoletju opustošili Huni, a ga je cesar Justinijan I. kasneje ponovno zgradil. S prihodom Slovanov v 6. stoletju je bil popolnoma uničen. Sedanje arheološko najdišče ima površino 450 hektarjev in vsebuje ostanke templjev, ulic, trgov, amfiteatrov, palač, hipodromov in rimskih kopališč.
Viminacij se ponaša z največjim številom odkritih grobov na katerem koli rimskem arheološkem najdišču. Do leta 2018 je bilo odkritih 15.000 grobov.

## Zgodovina
V obdobju od 1. do 4. stoletja je bil Viminacij eno od najpomembnejših rimskih mest in vojaških taborov. Imel je izjemen strateški pomen za obrambo severne meje Rimskega cesarstva in kot pomembno komunikacijsko in trgovsko vozlišče. Za Rimljane ni bilo nič manj privlačno njegovo zaledje v dolini reke Mlave, bogato z rudami in žitom. V rimskih časih je bila obramba mesta na severni strani neposredno naslonjena na  južni  krak Donave, na zahodni strani pa na reko Mlavo. Kasneje  se je Viminacij razširil tudi na levi breg Mlave. Zaradi lege ter kopenskih in vodnih poti je bil Viminacij eno tistih območij, kjer so se srečavale vzhodne in zahodne kulture. Čeprav je bila primarna funkcija cestnih in drugih prometnih povezav predvsem vojaška in strateška, so povezave omogočale tudi zelo živahen civilni promet in prav gotovo pripomogle k temu, da je Viminacij postal cvetoče in pomembno trgovsko in poslovno središče.
Prva rimska legija je bila tu morda nameščena že v času cesarja Avgusta (vladal 27 pr. n. št.–14 n. št.). Leta 33/34 n. št. je bila zgrajena cesta, ki je povezovala Viminacij in Ratiario niže ob Donavi. Cesar Klavdij I. (vladal 41–54) je izbral Viminacij, Oesku in Novo za  tabore mezijskih legij. 
Prva v Viminaciju izpričana legija je bila VII. legija Claudia iz Dalmacije leta 58. Bližnje civilno naselje se je postopoma zlilo z vojaškim taborom. Naselje je leta 117 med vladanjem cesarja Hadrijana dobilo status mesta. V taboru  je bilo nameščenih 6.000 vojakov, v bližini pa je živelo 30-40.000 ljudi. V prvi polovici 3. stoletja je bilo mesto v polnem razvoju, o čemer priča dejstvo, da je takrat pridobilo status rimske kolonije in pravico do kovanja lokalnega denarja. Tu je leta 196 Septimij Sever razglasil svojega sina Karakalo za svojega naslednika s statusom cezarja.
V Viminaciju je bil med dačanskimi vojnami nastanjen cesar Trajan (vladal 98-117). Leta 239 je med vladanjem cesarja Gordijana III. Viminacij postal kolonija s privilegijem kovanja denarja. V tem času sta bili tam nastanjeni VII. in IV. legija Flavia Felix.
V eni od grobnic je bil pokopan rimski cesar Hostilijan, ki je umrl leta 251. Hostilijan je bil sin cesarja Decija, ubitega v zasedi blizu starodavnega mesta Abrutus v današnji Bolgariji. Hostilijan in njegova mati sta prišla v Viminacij, da bi nadzirala  obrambo severne meje, vendar sta oba umrla zaradi kuge. Zaradi oddaljenosti od Rima in strahu pred širjenjem bolezni so ga z vsemi častmi pokopali kar tam.
Viminacij je bil glavno mesto province Gornje Mezije. Pozno pomladi leta 293-294 je Dioklecijan potoval po svojem cesarstvu in reorganiziral Viminacij v glavno mesto nove province Moesia Superior Margensis. Zabeležil je, da so ljudje tam pisali v latinščini, v nasprotju z grščino v južnih provincah. Viminacij je bil bazni tabor VII. legije Claudia in nekaj časa gostil IV. legijo Flavia Felix. Imel je amfiteater za 12.000 obiskovalcev.
Leta 382 sta se v mestu sredi gotskih vojn srečala Teodozij in Gracijan.  Po Notitia dignitatum je Viminacij gostil del rimske donavske flote.
Viminacij so leta 441 uničili Atilovi Huni, a ga je znova zgradil Justinijan I. Med Mavricijevimi balkanskimi pohodi so Viminacij leta 582 uničili Avari. Mavricij je leta 599 težko porazile avarske sile na bregu severne Donave, kar je uničilo njihov sloves o nepremagljivosti.

## Arheološke raziskave
Prva znanstvena izkopavanja Viminacija je leta 1882 začel Mihailo Valtrović z 12 zaporniki. V začetku 20. stoletja je raziskave nadaljeval Miloje Vasić, ko je kraljica Draga Obrenović prispevala 100 goldinarjev za nadaljevanje del.
Obsežne arheološke raziskave so se začele zaradi izgradnje termoelektrarne Kostolac  in površinskega kopa Drmno leta 1977 na območju nekropole jugozahodno od kastruma. Raziskave so dale izjemno bogato in pomembno arheološko gradivo. Najdene so bile obrtne delavnice, med njimi opekarne, in terme, glavno zbirališče Rimljanov. V središču term so bili prostori za masažo. Izkopanih je bilo šest bazenov. V nekaterih so bile opazne  poslikane stene s cvetličnimi in živalskimi motivi. Terme so imele hipokavst, voda pa pritekaka po deset kilometrov dolgem akvaduktu. 
Za izkopani mavzolej se domneva,  da je grobnica cesarja Hostilijana, sina cesarja Trajana Decija, ki je leta 251 umrl v Viminaciju. Hostilijan je prišel na prestol po tragični smrti očeta Trajana in brata Herenija. Pred pokopom je bil verjetno kremiran. 
Najdenih je bilo tudi več grobnic z izjemnimi freskami. Dve grobnici sta iz poganskega časa, kar kaže okrasje  s floro in favno v živih barvah, tretja grobnica pa je okrašena s podobo dekleta, ki je pripadalo višjim družbenim slojem, kar kažejo deli zlato obrobljene obleke. Doslej je bilo raziskanih več kot 14.000 grobov. Freske, zlasti tisti  z nebeškim jezdecem in Kristusovim monogramom, in najdbe v grobnicah so dale pomembne podatke o začetkih krščanstva na teh območjih. 
Odkrita so bila severna vrata utrdbe in še tri druga, kar kaže na obsežen sistem. Po celotnem najdišču je bilo najdenih veliko kovancev, največ v grobnicah, kjer so pokojnim prilagali tri vrče - za olje, vino, vodo. V usta so jim dajali novčič za plačilo Heronu za prevoz na oni svet.
V 19. stoletju so bili še dobro vidni obrisi naselja, široke pravokotno sekajoče se ulice, trgi, gledališča, kopališča, vodovod in mestno obzidje. Danes so od tega ostali le deli. Marmornati kipi, nagrobniki in sarkofagi, nakit in namizno posodje iz Viminacija so shranjeni  v Narodnih muzejih v Beogradu in Požarevcu.
V Viminaciju je bile leta 2012 odkrita figurica ženskega božanstva, stara okoli 4000 let.  Božanstvo je dvojček idola, odkritega v Kličevcu leta 1881. Leta 2013 so našli oltar, posvečen nimfam, leta 2014 pa marmornate kipe in zlato ogrlico iz rimskega obdobja. Izkopavanja rimskega vojaškega tabora so se začela leta 2017. Leta 2018 so bili najdeni sarkofagi iz rimske dobe, ki še niso bili izropani, in grobnica, ki naj bi pripadala mlademu cesarju.
Muzej v Viminaciju je bil leta 2018 nagrajen z nagrado "Živa" kot najboljši slovanski muzej leta.

## Galerija
- Макета града
- Остаци Виминацијума
- Остаци мајке и детета, сахрањених заједно око 250. године нове ере
- Римска купатила
- Реконструкција амфитеатра у Виминацијуму
- Мамут изложен у Виминацијуму
- Играчке изложене у Народном музеју у Пожаревцу
- Свећњаци изложени у Народном музеју у Пожаревцу
- Надгробна стела са рељефним приказом из Виминацијума, двориште Народног музеја у Пожаревцу
- Надгробна стела из Виминацијума, двориште Народног музеја у Пожаревцу